# Tè di compost
I tè di compost (compost tea, in inglese) sono preparati liquidi organici utilizzati in agricoltura per migliorare la resa e la qualità delle produzioni agrarie e per contrastare alcune fitopatologie.

## Preparazione
I tè di compost sono realizzati attraverso l'infusione o la fermentazione aerobica di compost e/o altri materiali di origine organica in acqua. 
Per i tè di compost areati, la preparazione dura solitamente dalle 24 alle 48 ore. Nel corso del processo viene insufflata aria nella soluzione al fine di mantenere quantità di ossigeno disciolto sufficienti a garantire la proliferazione di microorganismi aerobici e diminuire le possibilità di stimolare la proliferazione di Escherichia coli e salmonelle, batteri potenzialmente pericolosi per la salute umana.

## Utilizzo
I tè di compost sono diluiti in acqua in percentuale variabile per essere utilizzati sia tramite applicazioni radicali (in fertirrigazione) che fogliari.

## Efficacia
Diversi studi hanno dimostrato l’efficacia dei tè di compost nel migliorare la resa delle produzioni e diminuire l'entità dei danni da patogeni radicali e fogliari. 
L'efficacia è stata attribuita a diversi fattori, tra cui:
- Contenuto di composti biostimolanti.
- Effetto antagonista dei microorganismi contenuti nei tè di compost nei confronti dei microorganismi patogeni delle piante.
- Contenuto di antibiotici e fungicidi prodotti naturalmente dai microorganismi durante il processo di infusione o fermentazione.

Altri studi non hanno riscontrato effetti evidenti dei tè di compost sulle colture e in alcuni casi sono stati osservati risultati contrastanti a seconda del metodo di preparazione e del tipo di materiale organico utilizzato in infusione.
Recenti sperimentazioni condotte in diverse regioni d'Italia hanno mostrato una certa efficacia di particolari tè di compost nel contrastare la moria del kiwi e la stanchezza del terreno.